# Puente la Reina de Jaca
Puente la Reina de Jaca è un comune spagnolo di 262 abitanti situato nella comunità autonoma dell'Aragona.

Fa parte della comarca della Jacetania.